# Yeşilyurt, Mucur
Yeşilyurt là một xã thuộc huyện Mucur, tỉnh Kırşehir, Thổ Nhĩ Kỳ. Dân số thời điểm năm 2010 là 82 người.